# Município de Peru (condado de Morrow, Ohio)
O município de Peru (em inglês: Peru Township) é um município localizado no condado de Morrow no estado estadounidense de Ohio. No ano de 2010 tinha uma população de 1.513 habitantes e uma densidade populacional de 24,98 pessoas por km².

## Geografia
O município de Peru encontra-se localizado nas coordenadas 40° 23′ 13″ N, 82° 53′ 14″ O. Segundo o Departamento do Censo dos Estados Unidos, o município tem uma superfície total de 60.56 km², da qual 60,55 km² correspondem a terra firme e (0,02 %) 0,01 km² é água.

## Demografia
Segundo o censo de 2010, tinha 1.513 habitantes residindo no município de Peru. A densidade populacional era de 24,98 hab./km². Dos 1.513 habitantes, o município de Peru estava composto pelo 97,62 % brancos, o 0,66 % eram afroamericanos, o 0,33 % eram amerindios, o 0,13 % eram asiáticos, o 0,07 % eram de outras raças e o 1,19 % eram de uma mistura de raças. Do total da população o 0,79 % eram hispanos ou latinos de qualquer raça.